# 22 a.C.
22 a.C. foi um ano comum do século I a.C. que durou 365 dias. De acordo com o Calendário Juliano, o ano teve início e terminou a um sábado. a sua letra dominical foi B.
| Ano completo                   |
| ------------------------------ |
| Ano comum com início ao sábado |

## Eventos
- Marco Cláudio Marcelo e Lúcio Arúntio Nepo, cônsules romanos.[1][2]
- Augusto muda as províncias de Chipre e da Gália Narbonense de imperial para senatorial, porque estas não precisavam mais de tropas, e passa a Dalmácia de senatorial para imperial.[3][Nota 1]
- Pilades Cílices e Batilo introduzem danças nas peças teatrais apresentadas em Roma.[3]
- Herodes inicia a construção de Cesareia. A construção terminaria doze anos depois, em 10 a.C..[3]
- Herodes envia seus filhos Alexandre e Aristóbulo, que ele teve com Mariana, a asmoneia, para estudar em Roma.[3]
- Augusto entrega a Herodes a Traconícia, Bataneia e Auratanis.[3]
- Herodes combate os ladrões da Traconícia. Zenodoro, irritado por perder seu território, vai a Roma acusar Herodes, mas não consegue nada.[3]
- Herodes se encontra com seu amigo Agripa em Mitilene. Depois, alguns cidadãos da Gadareia acusam Herodes diante de Agripa. Este os acorrenta e envia a Herodes, que estava ma Judeia. Eles são poupados por Herodes; ele era inexorável em relação aos seus súditos, mas ignorava e perdoava as ofensas vindas de estrangeiros.[3]
- Augusto visita várias províncias romanas, da Sicília até a Síria.[3]
- Públio Emílio Lépido e Lúcio Munácio Planco são eleitos censores, e o cargo é extinto por Augusto.[4]
- Murena e outros conspiram contra Augusto; a conspiração é descoberta e eles são executados.[4][Nota 2]
- Os cantábrios e os asturianos se revoltam; a revolta é sufocada por Caio Fúrnio.[4]
- Caio Petrônio, governador do Egito, derrota Candace, rainha da Etiópia, que havia invadido a província e a obriga a aceitar um acordo de paz.[4][Nota 3]